# Bruderhass
Der Bruderhass, auch „Bruderkonflikt“ oder das Motiv der „verfeindeten Brüder“, ist eines der ältesten Motive in der Literatur. Es bezieht sich auf den Antagonismus von Brüderlichkeit und Feindschaft.

## Grundlagen
Abkömmlinge derselben Eltern werden oft in eine sakral anmutende Nähe zueinander gesetzt. Gerade Brüder und noch deutlicher Zwillingsbrüder stehen oft für Menschlichkeit oder Nächstenliebe, Ausdrücke, für die synonym auch Brüderlichkeit stehen kann. Die „Blutsbrüderschaft“, die dieses Verhältnis zu einem Menschen, zu dem keine biologischen Bande der Verwandtschaft bestehen, herstellen möchte, lädt diese Brüderschaft als Wahlverwandtschaft mit Bezug zum Blut auf, der wiederum pleonastisch auf die Verwandtschaft verweist: Dass „Blut dicker“ sei „als Wasser“ hebt hierauf in ähnlicher Weise ab.
Während psychologisch der Grund für den Konflikt gerade in der betonten Innigkeit gesehen werden kann, die an Intimität lediglich von der Mutter-Kind-Beziehung und vielleicht noch der Partnerschaft überboten wird, bieten die Stoffe der Mythen und der Literatur oft äußere Anlässe für die Entfremdung. So kann der Konflikt durch das Schicksal (fatum) gesetzt sein, wie es sich bei Polyneikes und Eteokles findet. Schlichtere menschliche Gründe können aber auch in familiären oder sozialen Konstellationen gegeben sein. Der Kampf um das Erbe des Vaters, die Zuneigung der Mutter, ja sogar der phantasierte oder ausgeführte Beischlaf mit der Schwester können zu Entfremdung und Hass führen. Noch einfacher wird das Motiv des Bruderhasses verständlich, wenn es sich im Fall einer für dieselbe Frau empfundenen Liebe mit dem Motiv der Eifersucht verschränkt. Eine Variante hierzu, die die Liebe zur Frau mit der zur Gottheit vertauscht, bietet die biblische Erzählung von Kain und Abel.

## Altes Testament
Die Geschichte von Kain und Abel findet sich Gen 4,1–16 . Kain und Abel waren die Söhne von Adam und Eva. Ab Vers 3 wird die Tötung des Abel wiedergegeben.
Die Sünde, die auch personifiziert als wildes Tier oder Dämon verstanden werden kann, wird von einem unmotiviert auftretenden „Herrn“ hier prospektiv als Erklärungsmodell angeboten. Die Tat selbst scheint lediglich aus dem abgelehnten Opfer zu bestehen. Die Ausführung, den arg- und wehrlosen Abel an einer entlegenen Stelle auf dem Acker zu erschlagen, weist aber nicht nur auf Berechnung hin, denn der Konflikt zwischen dem sich der Landwirtschaft widmenden Kain und dem Kleinvieh-Nomaden Abel wird gerne als Widerhall der Konflikte um die Sesshaftwerdung der israelitischen Stämme interpretiert. Der Acker als Symbol der Landwirtschaft scheint geschändet, wenn das an ihm haftende Blut des Erschlagenen in Gen 4,10  es selbst ist, das den Mund auftut und zu Gott ruft, die Gräueltat aufzudecken. Aus dem Schicksal des Kain entwickelt sich dann das Motiv des Geächteten, der mit einem Stigma versehen wird (Gen 4,15 ), damit ihn die (bis dahin nicht erwähnten) irdischen Mitbewohner nicht töten. Dem Elternpaar Adam und Eva wird kompensatorisch der Sohn Seth geboren.
Während dem Bruderstreit zwischen Kain und Abel das Motiv der Eifersucht zugrunde zu liegen scheint, entwickelt sich in 2 Sam 13  aus der inzestuösen Schändung der Thamar durch ihren Bruder Amnon zwischen Amnon und Abschalom, einem weiteren Bruder, eine Feindschaft, die das Motiv der Rache transportiert.

## Antike

### Eteokles und Polyneikes
Hier ist der Vollzug des Schicksales gemeint. Das Motiv des Bruderhasses ordnet sich diesem Vollzug völlig unter. Beide Brüder erscheinen verbittert und müssen dem Rezipienten unverständlich bleiben. Mit dem Untergang beider Brüder geht zwar auch der Konflikt unter, ist aber im engeren Sinne nicht gelöst. Erst im größeren Zusammenhang der Schuld des Vaters Ödipus dient das Motiv der Bruderfeindschaft dann der Ablösung durch die Sühne.

### Amphion und Zethos
Die griechische Mythologie kennt das Zwillingspaar Amphion und Zethos. Die Zwillinge, die die von Epopeus, dem König von Sikyon, geschändete Antiope gebar, wurden ausgesetzt (Motiv des Findelkindes). Erst später enthüllte sich, dass Antiope, die auch des Zeus Geliebte war, vom Göttervater die Kinder empfangen hatte. Während nun Amphion eine musische Begabung entwickelte und  mit der Zeit lernte, die Laute in Steine bewegender Weise zu spielen, entwickelte Zethos Kraft und Mut. Aus der Konstellation dieser gegensätzlichen Zwillinge entwickelte sich jedoch keine Feindschaft.

### Romulus und Remus
Anders ist dies mit den Zwillingen Romulus und Remus der römischen Mythologie. Die Nachfahren des aus Troja entkommenen Aeneas, die Rhea Silvia Gott Mars gebar, wurden ähnlich dem Paar aus Amphion und Sethos ausgesetzt und von einer Wölfin, später dann einem Schweinehirten namens Faustulus aufgezogen. Das diese als Gründungsmythos die Geschichte durchziehende Motiv ist jedoch das der Macht. Nachdem zuvor noch an einem Amulius, der den Großvater beider von dessen Thron vertrieben hatte, Rache zu nehmen war, erhalten die Zwillinge die Erlaubnis zur Begründung einer Stadt. Als die Auspizien dann Romulus zum Namensgeber der noch nicht erbauten Stadt erwählten und dieser sofort einen Graben und einen Wall um das avisierte Siedlungsgebiet zog, sprang der zurückgesetzte Remus höhnend über den Wall und wurde von seinem Bruder im Zorn erschlagen. Der Brudermord in der Gründungsgeschichte der Stadt Rom findet in den Worten des Obsiegenden, dass es jedem so ergehen möge, der besagte Befestigung überspränge, seine nahezu sakrale Überhöhung, mit der die Uneinnehmbarkeit der Stadt postuliert wurde.